# Cyrtandra dubiosa
Cyrtandra dubiosa là một loài thực vật có hoa trong họ Tai voi. Loài này được Kuntze mô tả khoa học đầu tiên năm 1891.